# Захалявна книжечка
«Захаля́вна кни́жечка» — невеликі саморобні зшитки, куди Тарас Шевченко у 1847-50 рр. записував свої поезії.
У літературі назва «Захалявна книжечка» вживається для означення книжечок-збірників творів Шевченка за 1846-47 рр., 1848, 1849, 1850 рр., а також «Малої книжки» — рукописної збірки поезій Т. Г. Шевченка 1846–1850 рр.
Один з циклів віршів «Захалявної книжечки» створений 1848 року під час перебування поета на острові Кос-Арал. В основу творів лягли спогади поета про його поїздку в рідне село та інші села України після багаторічного перебування в Петербурзі, куди він потрапив ще підлітком. Те, що побачив тоді Шевченко на батьківщині, вразило його до глибини душі. З почуттям гострого болю розповідає поет про поневіряння своїх земляків у кріпацькій неволі.